# Araeoncus dispar
Araeoncus dispar là một loài nhện trong họ Linyphiidae.
Loài này thuộc chi Araeoncus. Araeoncus dispar được Albert Tullgren miêu tả năm 1955.